# Манжула, Анатолий Александрович
Анатолий Александрович Манжула (19 августа 1928, село Ивановка Краснолучского района, теперь Луганской области — 12 декабря 2011, город Москва, Российская Федерация) — советский государственный деятель, один из руководителей угольной промышленности, начальник комбината «Донбассантрацит», заместитель министра угольной промышленности Украинской ССР. Депутат Верховного Совета УССР 7-10-го созывов.

## Биография
Родился в семье начальника МТС. Отца репрессировали, мать умерла в 1937 году.
Трудовую деятельность начал в 1945 году горным мастером шахты № 8-10 треста «Боково-Антрацит» комбината «Ворошиловградуголь» Ворошиловградской области.
В 1948 году окончил Краснолучский горный техникум.
С 1948 года — начальник участка шахты № 15-16 треста «Гуковуголь», начальник участка, начальник вентиляции, помощник главного инженера шахты № 8-19 треста «Боково-Антрацит».
Образование высшее. В 1954 году окончил Высшие инженерные курсы при Донецком индустриальном институте.
В 1954—1959 годах — заместитель главного инженера шахты № 4, главный инженер, начальник шахты № 7-7-бис треста «Боково-Антрацит» города Боково-Антрацит Ворошиловградской области.
Член КПСС с 1957 года.
В 1959—1961 годах — начальник шахты № 1-2 «Лобовская» треста «Фрунзеуголь» комбината «Донбассантрацит» города Ровеньки Луганской области.
В 1961 — декабре 1962 года — 1-й секретарь Ровеньковского районного комитета КПУ Луганской области.
В декабре 1962 — 1964 г. — 1-й секретарь Ровеньковского городского комитета КПУ Луганской области.
В сентябре 1964 — 1976 г. — начальник комбината «Донбассантрацит» города Красный Луч Луганской области.
В 1976—1980 годах — генеральный директор производственных объединений «Донбассантрацит» и «Ровенькиантрацит» Ворошиловградской области.
В 1980—1985 годах — заместитель министра угольной промышленности Украинской ССР.
С 1985 года — начальник технического управления, начальник Главного научно-технического управления Министерства угольной промышленности СССР.
С августа 1987 по август 1989 года — главный редактор журнала «Уголь».
С 1989 года — заместитель председателя исполнительного комитета Общества горных инженеров в Москве.
Потом — на пенсии в Москве.

## Награды
- орден Ленина
- орден Октябрьской Революции
- орден «Знак Почёта»
- медали
- полный кавалер почётного знака «Шахтёрская слава»
- почётный гражданин города Красный Луч
- Почётная грамота Кабинета Министров Украины (11 декабря 2003) — за значительный личный вклад в развитие экономики Донбасса, углублению двусторонних украинско-российских отношений[1].